# Карбамидоформальдегидный концентрат
Карбамидоформальдегидный концентрат (англ. Urea Formaldehyde Concentrate) — водный раствор формальдегида (метиленгликоль), стабилизированный карбамидом.

## Физические свойства
| Характеристики                     | КФК-70     | КФК-80     | КФК-85     |
| ---------------------------------- | ---------- | ---------- | ---------- |
| Массовая доля вещества, %          | 67         | 80         | 85         |
| Массовая доля формальдегида, %     | 42,2       | 57,5       | 60,5       |
| Массовая доля карбамида, %         | 25,0 ± 1,0 | 23,0 ± 2,0 | 25,0 ± 0,5 |
| Массовая доля метанола, % не более | 0,3        | 0,3        | 0,3        |
| рН                                 | 5,5—7,5    | 6,8—8,0    | 7,0—9,5    |

Наиболее распространённой формой стал КФК-85, где массовая доля  формальдегида составляет 60 %, мочевины — 25 %, а воды — по балансу.

## Патенты
Патент РФ №2142964 от 20.12.1999 
"Способ получения карбамидоформальдегидного концентрата"
Патентообладатель (ОАО "Тольяттиазот" )
Суть изобретения: Способ получения карбамидоформальдегидного концентрата определенного состава хемосорбцией формальдегидсодержащих газов, полученных окислительным дегидрированием метанола на железомолибденовом катализаторе, водным раствором карбамида в щелочной среде...

## Применение
КФК является одним из важнейших источников формальдегида и карбамида в производстве карбамидоформальдегидных, меламинокарбамидоформальдегидных смол и для обработки карбамида против слеживаемости; применяется в деревообрабатывающей и мебельной промышленности для производства фанеры, ДСП и т. д. 10 % процентный раствор КФК используется для хранения растительных препаратов. По такому назначению используется редко и исключительно в России.